# 加告茲飲食
加告茲飲食，是指突厥民族加告茲人的烹飪習慣。它對奶製品和肉類的重視可以追溯到游牧時代，而穀物作為主食的重要性反映了他們當前的農業生活方式。
加告茲人保留了一種獨特的加工牛奶的方法，並在動物皮革中保存了肉，凝乳和羊奶奶酪。主菜包括一種乾酪，或用牲畜的頭和腳製成的肉凍切塊（傳統上在假期間提供），以及庫爾班，一種將碾碎的小麥和按儀式宰殺公羊製作的粥。肉類菜餚經常搭配胡椒醬。
許多家庭假期和儀式都與麵包，小麥麵包和無酵餅的烘烤有關。餡餅也很常見，流行的變種是分層的餡餅，裡面塞滿了羊奶奶酪，在烘烤前先加酸奶油，碎南瓜，以及用剛產犢的第一頭奶牛的奶製成的甜餡餅。
多數餐點也搭配紅酒。